# Historia de los judíos en México
La historia de los judíos en la Nueva España inició en el año 1519 con la llegada de los conversos, también llamados criptojudíos, estos fueron forzados a convertirse al catolicismo, siendo uno de los blancos de la Inquisición. Durante el periodo virreinal (1521-1821) un número de judíos arribó a México desde España, las circunstancias políticas de la época lograron el libre tránsito de mercaderes criptojudíos desde Portugal y España hasta varias regiones de América. Tras la finalización del dominio de la Iglesia católica en México, las reformas liberales permitieron la inmigración de judíos al país, llegando de varias zonas de Europa. La mayor parte en México son descendientes de los inmigrantes, se pueden dividir, principalmente en: hablantes de yiddish y ladino. Una encuesta del INEGI en 2010 señala una población de 67 476 personas que practican el judaísmo. Más de la mitad de las personas realizan alguna actividad económica y el 67% son casados; cuentan con 10 asociaciones religiosas.

## Historia

### Periodo virreinal

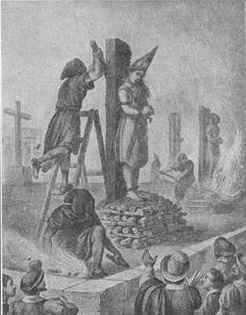
Ejecución de Mariana de Carbajal en 1601.

Judíos y conversos fueron parte de la colonización de la Nueva España, principales participantes de las redes de comercialización transatlántica; los conversos acompañaron a Hernán Cortés en 1519, principalmente miembros de familias judías que fueron forzados a convertirse al cristianismo, con el fin de no ser expulsados de España. La reconquista de la península ibérica hizo a los conversos blanco de la Inquisición española, por ello, la migración hacia la Nueva España inició en 1530; por varias décadas, estas familias pudieron vivir en paz e incluso integrándose en la élite novohispana. La persecución de judíos llegó a la Nueva España junto con los conquistadores. Bernal Díaz del Castillo describió en sus escritos cómo varios soldados fueron ejecutados durante la conquista al ser acusados de practicar el judaísmo, incluido Hernando Alonzo, uno de los constructores del barco usado por Cortés para asaltar Tenochtitlán. En 1571 la Inquisición novohispana marcó como amenaza a las comunidades de conversos y judíos e inició una purga entre los años 1585 y 1601, años después la corona española envió la orden de liberarlos de las prisiones; las relajadas prácticas de la Inquisición novohispana permitieron la llegada de más judíos en la primera mitad del siglo XVII. Los nuevos conversos establecieron actividades mercantiles en la Ciudad de México, Acapulco, Veracruz, Campeche y Zacatecas; una nueva persecución sucedió entre los años 1642 y 1649, enfocandose ahora en temas de blasfemia e infracciones morales, durante todo el periodo virreinal los practicantes del judaísmo en España y otros países no pudieron reingresar a territorio español.
Durante el establecimiento del Nuevo Reino de León en 1567, la familia Carvajal llegó con el noble Luis de Carvajal, su primo y él no eran judíos pero la familia era totalmente practicante; Carvajal estableció un área donde eran bienvenidos conversos y criptojudíos, donde casi 70% de los pobladores eran secretamente judíos. En 1589 la familia Carvajal fue perseguida por practicar el judaísmo.

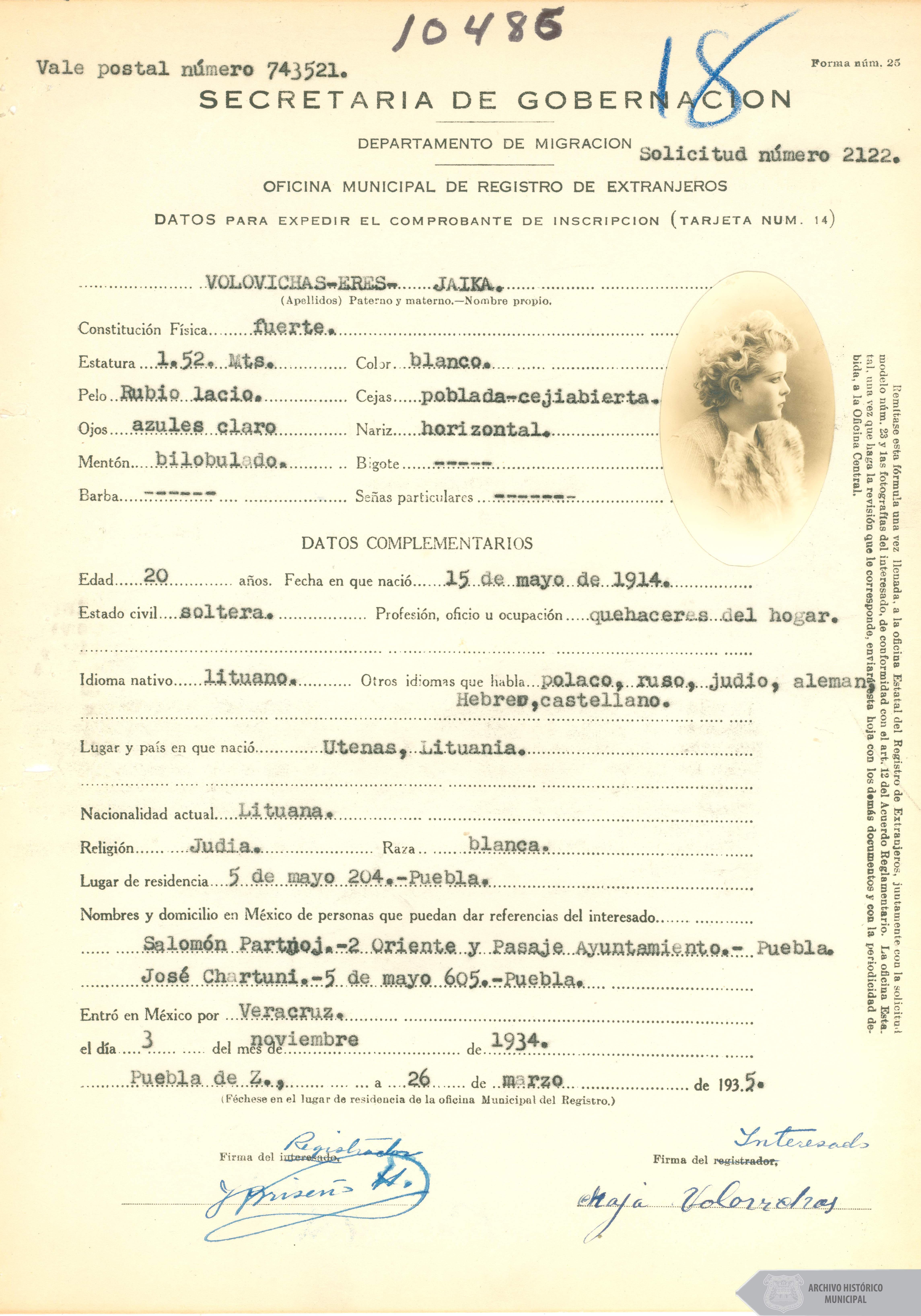
Registro de inmigración de una mujer judía en México de 1934.

El mayor número de persecuciones de la Inquisición mexicana ocurrió durante 1640 en la disolución de la Unión Ibérica, los que llegaron de España y Portugal crearon redes de comercio transatlántico; un prominente mercader fue Simón Váez, acusado de usar su residencia como una sinagoga, llegó junto a otros mercaderes adinerados a mezclarse y socializar entre oficiales y la élite económica de México. Una de las fuentes de la riqueza fueron licencias otorgadas para el mercado negro en México, comercio de víveres y municiones.

### Periodo post independencia
México ganó su independencia del dominio español y se abolió la Inquisición pero aun así se mantuvo la religión católica y fue declarada oficial; los criptojudíos aún no eran abiertamente practicantes, fue entre los años 1825 y 1860 cuando varios rituales se empezaron a ver entre cuando grupos de judíos europeos de Alemania y el este de Europa llegaron al país pero sin permitirles ser ciudadanos mexicanos. En el año 1861 un grupo de inmigrantes celebró la primera celebración de Rosh Hashanah, años después en 1865 el Emperador Maximiliano I decretó la tolerancia religiosa, lo cual hizo que recibiera el país a varios representantes de organizaciones judías de Europa y Estados Unidos con miras a un establecimiento futuro, varios años más adelante se sumaron más comunidades provenientes de Francia, Bélgica y Hungría a establecerse en México.
La guerra de reforma del presidente Benito Juárez reforzó la libertad religiosa, permitiendo a los judíos obtener la ciudadanía mexicana; en los años 1880 un buen número de inmigrantes llegaron al país, donde casi la mitad de la población actual proviene directamente de ellos. Durante los primeros años del siglo XX, comunidades de judíos sefardíes provenientes del medio oriente como Siria llegaron al país, mayormente zapateros y otros oficios que se ubicaron en ciudades de Puebla, Veracruz y Chiapas antes de trasladarse a la Ciudad de México. Para el año 1950 se estimaron más de 7,300 inmigrantes europeos y más de 2,600 de otras regiones como Estados Unidos y Turquía; muchos de ellos fundaron sus propios grupos, ofreciendo sus servicios educativos y religiosos; la comunidad Monte Sinaí fue una de las primeras en ser fundadas en 1912.
La Revolución mexicana hizo que muchos extranjeros entre ellos judíos llegaran al país desde Rusia, Polonia, Lituania y de Medio Oriente; para el año 1920 la llegada de nuevos inmigrantes descendió debido a la gran depresión. A pesar de que la Iglesia católica tenía poca intolerancia hacia los judíos, ocurrieron ciertos incidentes, cuando una unión de trabajadores presionó al gobierno para restringir la entrada de chinos y judíos, dando como resultado la expulsión de 250 inmigrantes que trabajaban en un mercado de la Ciudad de México.

### Periodo post inmigración
Las instituciones religiosas y sociales crecieron en la mitad del siglo XX con la creación de distintos centros culturales y comunidades judías; en 1987 la UNAM inició una serie de presentaciones sobre el judaísmo en México, atrayendo poca atención, sin embargo en los años 1990 y 1992 la UNAM continuó con las publicaciones y eventos sobre la presencia judía en el país, varias publicaciones y la comunidad fue integrándose en la sociedad.

### Participación en la vida nacional

#### Economía
Con la llegada de Porfirio Díaz al poder, la industria y economía mexicana vio un crecimiento considerable, junto con las inversiones nacionales para crear redes ferroviarias, puertos y otras obras, llegaron inversionistas extranjeros, muchos eran judíos de Norteamérica y Europa, pero no establecieron una comunidad sólida, solamente hacían negocios. Los judíos árabes y provenientes de Turquía llegaron a México para continuar con su ya tradicional cultura mercantil, se podían ver exportadores e inversionistas con deseos de superarse y crear sus propios negocios. Otros inmigrantes judíos se dedicaban al comercio ambulante, venta en abonos de productos domésticos y varias mercancías pequeñas, estos se concentraban mayormente en la capital del país. La Revolución Mexicana dañó la economía nacional y los negocios emprendidos tanto por mexicanos y judíos no tuvieron un buen impacto.
Venustiano Carranza asumió la presidencia de México, con ello comenzaron nuevas llegadas de judíos de Medio Oriente y Europa, la gran mayoría pobres. Conforme llegaban, organizaciones de «despachistas» o «aboneros» apoyaban a las familias para que vendieran productos en puestos ambulantes o de casa en casa. Al poco tiempo, este sector ganó importancia en la economía del país y se vieron en la necesidad de abrir créditos, sin embargo, las instituciones bancarias todavía no tenían plena confianza en ellos y sus solicitudes eran negadas. En 1927 se creó la Caja de Préstamos, una institución creada por ashkenazitas para brindar créditos, pero la Secretaría de Hacienda puso fin a la institución al no operar de forma completamente legal durante cinco años. En 1993 la nueva Caja de Préstamos, llamada «Sociedad de Préstamo», se convirtió en el Banco Mercantil de México. El banco además de brindar servicios financieros apoyó labores filantrópicas humanitarias, en 1982 fue nacionalizado.

#### Política

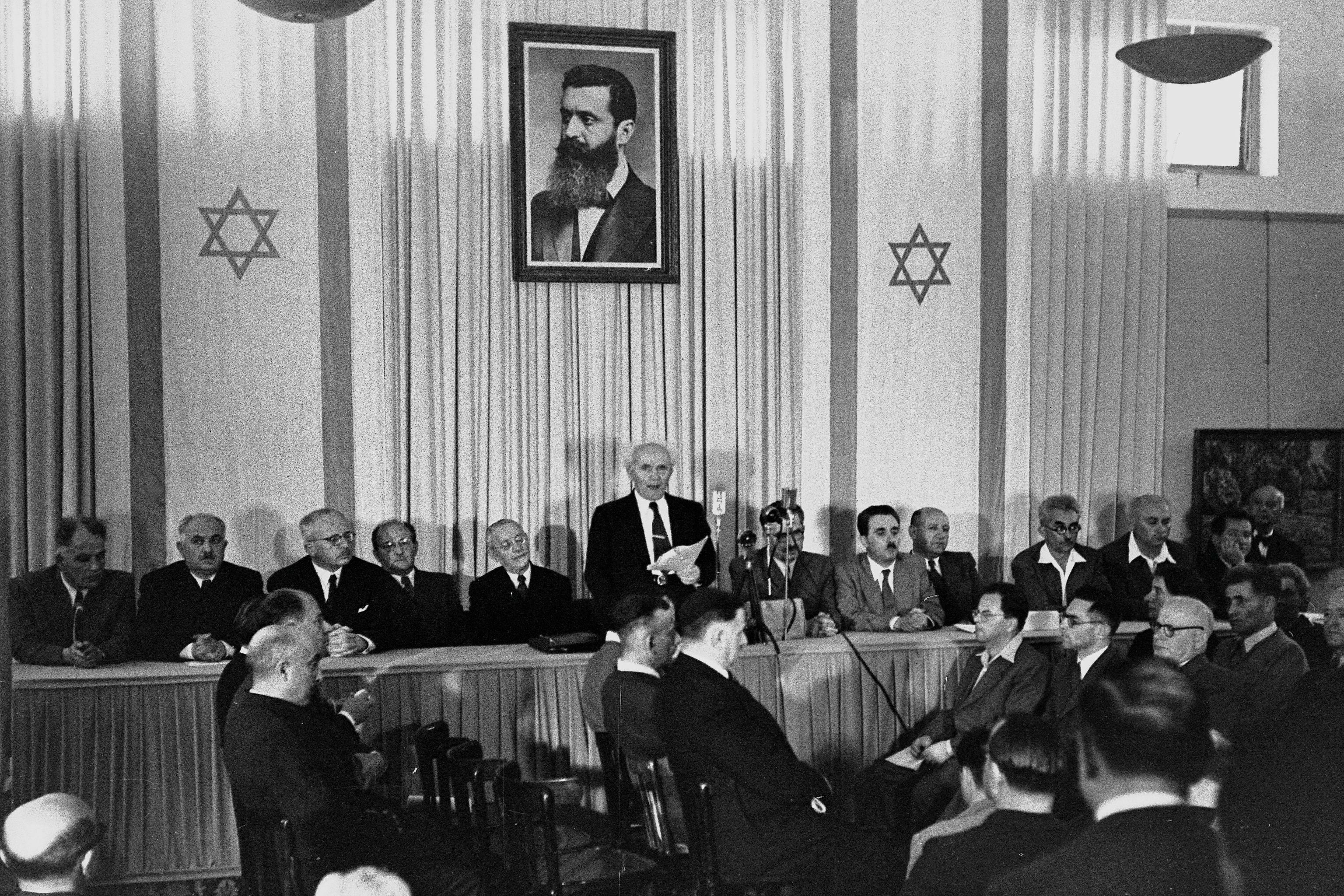
El primer ministro David Ben-Gurion declarando la creación de Israel.

En un país donde la influencia del gobierno en casi todos los ámbitos estaba controlada, los judíos que llegaron no tuvieron interés en integrarse a la política nacional, mantuvieron una vida de bajo perfil evitando conflictos con la autoridad. En el año 1908 las leyes prohibían la creación de partidos políticos con denominaciones religiosas.
La «Unión I. L. Peretz» vio la luz, una organización política que fomentaba la cultura judía, en 1927 nació la «Sociedad Cultural» y fundaron el primer periódico en idioma idish, el Mexicaner Idisher Lebn. En el año 1922 se fundó la Organización Sionista de México, creado para la difusión ideológica, política y educativa. Desde el año 1942 organizaciones mexicanas recibieron miles de refugiados judíos que escapaban del exterminio y fueron ubicados en varias zonas del país. Cuando México declaró la guerra a los países del Eje, entonces surgieron expresiones a favor del pueblo judío y condenando tanto el antisemitismo como el nazifascismo. En abril de 1949 México reconoció la creación del Estado de Israel y votó a favor para admitirlo a la ONU.

#### Religión
La separación de la Iglesia y Estado marcó una era donde las distintas religiones operaban solo ciertas acciones sociales y educativas, pero desde la década de los 90 fueron aceptadas legal y jurídicamente. En el caso de la comunidad judía, las leyes indicaban que las sinagogas eran del Estado, los rabinos no podían usar ropa religiosa en público y estaba prohibida su participación en la política. La comunidad supo mantenerse con un bajo perfil a pesar de las libertades posteriormente añadidas, a pesar de eso entre ellos crearon fuertes lazos culturales y religiosos. La mayoría de la comunidad, aproximadamente un 80%, se definen como tradicionalistas, es decir, solo practican fechas importantes del calendario hebreo. El primer permiso oficial para una sinagoga fue otorgado en el año 1918.
En el año 1917 llegó desde Damasco el primer rabino que se encargó de los servicios religiosos oficiales y de la supervisión de alimentos kosher. Para el año 1927 se creó la Agudat Ajim, una organización jasídica que tenía su propio Talmud Torá. En el año 1990 el primer centro comunitario judío vio la luz, el Ramat Shalom incluye una sinagoga y está ubicado en Tecamachalco. A un lado del Colegio Sefaradí se construyó un centro comunitario en el año 2000, cuenta con una sinagoga y áreas para uso recreativo, social y cultural.

## Comunidades judías en México

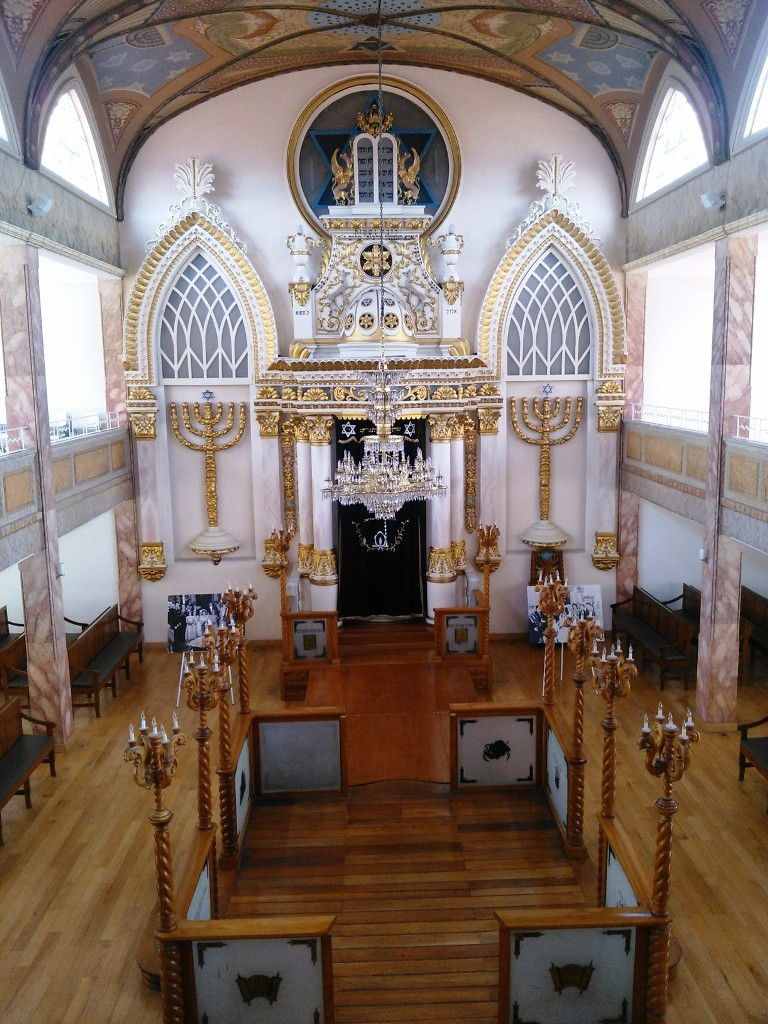
Interior de la Sinagoga Histórica Justo Sierra 71 en el centro histórico de la Ciudad de México (CDMX).

La actual población judía en México consiste principalmente en aquellos descendientes de los inmigrantes del siglo XIX y XX; el censo de religiones del gobierno mexicano tiene categorías inexactas, donde son confundidas las sectas protestantes que practican rituales judaicos con grupos de judíos, existe además información inexacta de los criptojudíos convertidos de regreso al judaísmo. El 62% de la población en el país está casada y solamente un 3% divorciados, por otra parte las mujeres son más contratadas en trabajos fuera del hogar, dejando solo al 18% como amas de casa. A pesar de ser menos del 1% de la población de México, esta comunidad es una de las pocas que se espera que crezca más.
La comunidad en México tiene fuertes raíces en el país y enfrentan varios problemas, generalmente resueltos de manera pacífica; las personas abiertamente judías ocupan posiciones prominentes en el gobierno, negocios y en áreas artísticas e intelectuales. Los judíos de México son una comunidad menos unida que aquellas en países como Estados Unidos y Canadá, mantienen divisiones sociales basadas en su lugar de origen y no cuentan con deseos de unificación. Dejando de lado la identificación étnica, todos se identifican como mexicanos. Durante el siglo XX, los inmigrantes iniciaron varias organizaciones sociales y religiosas para apoyar a la comunidad a adaptarse a la vida en México; el Palacio de Mármol es uno de los edificios dedicados a un centro comunitario judío que sirvió durante varias décadas, ayudando a los recién llegados a México y como centro educacional. Hay varios sectores comunitarios a los que está afiliada la mayoría de la población judeomexicana: el Centro Comunitario Beth Israel, el Centro Deportivo Judío, el Centro Comunitario Monterrey, el Centro Comunitario de Baja California, la Comunidad Ashkenazi, la Comunidad Bet El, el Centro Comunitario de Guadalajara, la Alianza Monte Sinaí, la Comunidad Maguen David y la Comunidad Sefardí; además existen varios grupos comunitarios de mujeres judías que sirven como instituciones educacionales.

## Judíos en la Ciudad de México

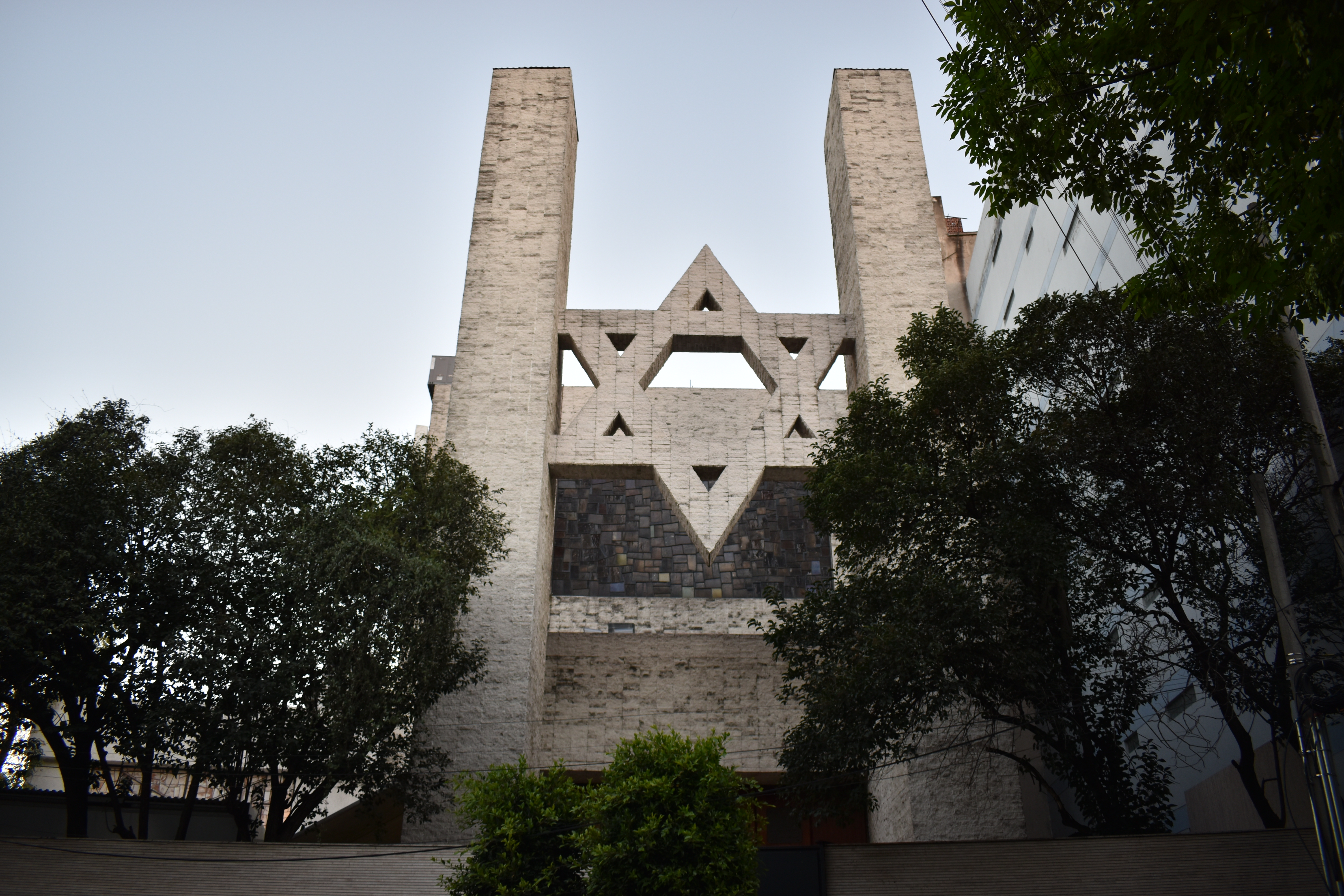
Edificio de una sinagoga en Polanco, Ciudad de México.

En la Ciudad de México, las comunidades están establecidas en Polanco, Lomas de Chapultepec, Santa Fe, Interlomas, Tecamachalco, Bosques de las Lomas una docena de escuelas y varias sinagogas también se ubican en la ciudad. Hasta 1920 la comunidad judía de la Ciudad de México todavía vivía en el centro histórico, cerca del Zócalo, en los años 1930 y 1940 muchos residentes se mudaron a zonas como la Colonia Roma y la Condesa, donde el yiddish era el idioma no oficial; hoy en día esas áreas mantienen museos, archivos, sinagogas y negocios de la comunidad; del año 1950 en adelante fueron mudándose a Polanco, Interlomas y Tecamachalco, donde la mayoría vive hoy en día. También existe presencia judía menor en otros puntos de la ciudad, como es el caso de comunidades predominantemente sefardíes y mizrahíes, en el núcleo de Satélite, Echegaray, Condado de Sayavedra, y Bellavista, al norponiente de la ciudad.

### Educación

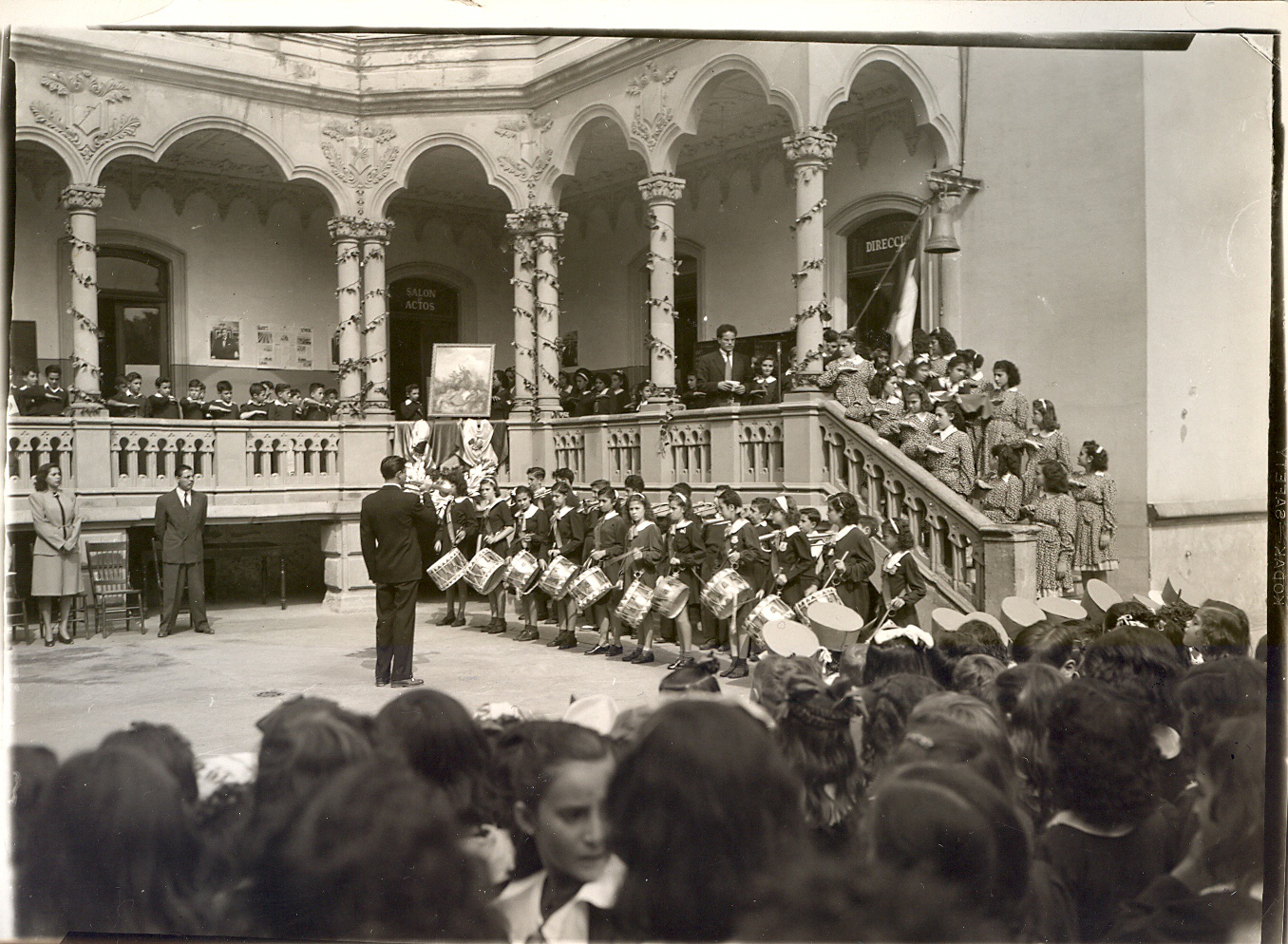
Fundación del Colegio Monte Sinaí.

La Ciudad de México cuenta con instituciones educativas y asociaciones de judíos, entre las escuelas más importantes se encuentran: el Colegio Hebreo Maguen David, creado en 1983 es una institución educativa privada ubicada en Cuajimalpa; el Colegio Hebreo Monte Sinaí abrió sus puertas en 1943, ofreciendo educación básica y media superior; el Colegio Hebreo Sefaradí también ofrece educación básica y media superior, está ubicado en Cuajimalpa. Otras instituciones educativas son el Colegio Hebreo Tarbut fundado en 1942 ofrece educación desde preescolar hasta bachillerato y está ubicado en Cuajimalpa; el Colegio Israelita de México fundado en el año 1924 por un grupo de inmigrantes para ofrecer educación a sus hijos.
La Constitución de 1917 prohibió la educación religiosa y desde el año 1921 la Secretaría de Educación Pública (SEP) promovió una educación laica y con un sentido nacionalista. En la década de los 40 la SEP comenzó a aceptar programas educativos religiosos en escuelas privadas y desde 1992 se reformaron los artículos constitucionales, con ello las escuelas judías complementaban las asignaturas obligatorias como idioma español, ciencias y matemáticas, con la enseñanza de estudios judaicos, idiomas hebreo e inglés. A pesar de la apertura de la educación, algunos inmigrantes enviaban a sus hijos a escuelas públicas y complementaban su educación en las Talmud Torá, que enseñaban tradiciones judías.
Con el tiempo y gracias a que los estudios de éstas escuelas estaban acreditados por la SEP, los egresados pudieron continuar sus estudios en universidades públicas y privadas del país. Los judíos pasaron de ser solo comerciantes a ocupar áreas educativas profesionales que incrementaron su nivel socioeconómico. La meta de todas las escuelas creadas eran transmitir los valores del judaísmo, para eso se trajeron a enseñar y complementar la educación a rabinos y expertos desde Israel o Argentina. Hasta el año 2005 el 90% de niños y jóvenes de la comunidad judía mexicana asisten a colegios privados judíos.

## Mexicanos notables de ascendencia judía
- Adela Micha Zaga, Periodista.
- Abraham Stavchansky Altschuler, actor y director teatral.
- Abraham Zabludovsky, arquitecto y pintor.
- Ana Flisser Steinbruch, bióloga.
- Anita Brenner, antropóloga, historiadora y periodista.
- Alejandro Frank, físico, investigador y catedrático.
- Alfredo Ripstein, productor de cine.
- Alix Bauer, cantante.
- Antonio Turok, fotógrafo
- Ari Borovoy, cantante.
- Ari Telch, actor.
- Arturo Ripstein, director de cine.
- Arturo Warman, funcionario público, político y etnólogo.
- Barak Fever, periodista deportivo.
- Benito Alazraki, escritor, productor y director de cine.
- Claudia Sheinbaum, política, científica, activista y actual Presidenta de México.
- David Faitelson, periodista deportivo.
- David Kershenobich Stalnikowitz, médico.
- David Korenfeld Federman, político y funcionario público.
- David Ostrosky, actor.
- Deborah Berebichez, física y divulgadora científica.
- Deborah Dultzin Kessler, investigadora y astrofísica.
- Deborah Holtz, escritora, periodista y locutora.
- Emmanuel Lubezki, fotógrafo, director y productor.
- Enrique Krauze, historiador y ensayista.
- Enrique Norten, arquitecto.
- Enrique Novi, actor.
- Erick Elías Rabinovitz, actor.
- Esther Cohen, escritora e investigadora.
- Esther Seligson, escritora, traductora y poeta.
- Eugenio Polgovsky, director de cine, actor y fotógrafo.
- Feggy Ostrosky Shejet, psicóloga.
- Francisco Biehl, escritor.
- Fernando Schwartz (periodista mexicano) - Comentarista deportivo
- Gabriela Brimmer, escritora y activista.
- Ginny Hoffman, actriz.
- Gloria Gervitz, poeta.
- Gloria Suzanne Koenigsberger Horowitz, astrofísica, Directora del Instituto de Astronomía de la UNAM.
- Gregorio Wallerstein, productor de cine y guionista.
- Helen Kleinbort Krauze, periodista.
- Hugo López-Gatell Ramírez, médico, epidemiólogo y Subsecretario de Salud Federal.
- Ilan Stavans, ensayista, lexicógrafo, traductor y cuentista.
- Isaac Assa, empresario y filántropo.
- Isaac Broid, arquitecto.
- Isaac Ezban, director, escritor y productor de cine.
- Isaac Mizrahi Smeke, futbolista y director técnico.
- Isaac Saba Raffoul, empresario.
- Jacob David Bekenstein, físico teórico y astrónomo.
- Jacobo Grinberg, neurofisiólogo y psicólogo.
- Jacobo Zabludovsky, abogado y periodista.
- Jonathan Levin, futbolista.
- Jorge Castañeda Gutman, político y comentarista.
- José Besprosvany, bailarín y coreografo.
- José Woldenberg, político y académico.
- Joshua Mintz, ejecutivo y productor de televisión.
- Leo Zuckermann, comentarista y académico.
- Marcos Rojkind Matluk, médico, catedrático e investigador.
- Margo Glantz, escritora, ensayista y crítica literaria.
- Mario Brondo Ortiz, cineasta, escritor, geneálogo.
- Marta Turok, antropóloga
- Mauricio Pilatowsky, filósofo e historiador.
- Mauricio Walerstein, cineasta.
- Michel Rojkind, arquitecto.
- Moisés Saba, empresario.
- Mony de Swaan Addati, político y académico.
- Myriam Moscona Yosifova, periodista, novelista y poeta.
- Pablo Rudomín,  biólogo, fisiólogo, neurocientífico y académico.
- Paloma Woolrich, actriz.
- Pepe Soho, fotógrafo.
- Rafael Corkidi, cineasta y videasta.
- René Drucker Colín, científico e investigador.
- Ricardo Kleinbaum, actor.
- Rosa Furman, actriz.
- Rose Zwi, escritora.
- Raquel Pankowsky, actriz.
- Sabina Berman, escritora.
- Salomón Chertorivski Woldenberg, político y economista.
- Santiago Levy Algazi, político y economista.
- Sara Sefchovich, escritora, catedrática, investigadora y socióloga.
- Shanik Berman, periodista, escritora y conductora.
- Sergio Lubezky, fotógrafo y productor de cine.
- Sophie Alexander, actriz.
- Susana Alexander, actriz, directora y traductora.
- Verónica Pimstein, productora de televisión.
- Yosef Dayan, escritor.
- Yoseline Hoffman, celebridad en internet